# Úhošť
Úhošť (tysk: Burberg) er en bakke og et nationalt naturreservat i  i regionen Ústí nad Labem i Tjekkiet. Det ligger i Doupov-bjergene . Bakken når en højde på 593 moh. Det er også et sted, hvor slaget ved Wogastisburg kunne have fundet sted i 631 e.Kr.

## Geografi
Úhošť ligger i Doupov-bjergene i kommunen Kadaň, mellem landsbyerne Brodce og Pokutice (dele af Kadaň). Bakken er et  taffelbjerg med et areal på 114,5 hektar; plateauet på toppen har et areal på 80,5 ha. Det har været beskyttet som et nationalt naturreservat siden 1974. Det nationale naturreservat har et areal på 344,9 ha og et ubetydeligt område af reservatet ligger også på Klášterec nad Ohří's område.

## Natur
Bakken opstod i forbindelse med den vulkanske aktivitet, der skabte alle Doupovbjergene. Den er således hovedsageligt dannet af basalt.
Plantemæssigt er området meget forskelligartet. I naturreservatet findes 1.000 plantearter ud af de 3.000 der er registreret i Tjekkiet. Skråningerne er dækket af naturlig skov og steppe med planter som anemoner, gøgeurt, kobjælde og andre.
Der er også en rig fuglefauna (ugler, biædere osv.).

## Beboelse
Der har været en landsby Úhošť på toppen af bakken. Den har sandsynligvis eksisteret i forhistorien, og nogle kulturer fra bronzealderen (Knovíz-kulturen) er blevet genkendt i udgravninger. Den første skriftlige optegnelse om landsbyen stammer fra 1401, da den blev solgt til en bymand i Kadaň. Det ændrede de indehavere, der normalt kommer fra de nærliggende adelsfamilier. Den forblev i Thun-familiens ejendom siden konfiskationerne efter slaget ved Det Hvide Bjerg indtil 1850, hvor den blev en selvstændig kommune og havde en stabil befolkning på omkring 50 mennesker. Befolkningen begyndte at falde efter 2. verdenskrig, og landsbyen blev officielt nedlagt i 1963. Nu om dage er der bare krattede ruiner af flere huse.

## Turisme
Der er en sti med informationstavler, der fører gennem naturreservatet.